# Muzeul de științe naturale Koenig
Muzeul de științe naturale Koenig (Zoologische Forschungsmuseum Alexander Koenig) este un muzeu recunoscut pe plan internațional, el este amplasat în Bonn fiind întemeiat de naturalistul german  Alexander Koenig (1858–1940).

## Istoric
Leopold Koenig, tatăl lui Alexander, a cumpărat în anul 1868 în Bonn o vilă, în care s-a mutat familia lor, până în anul 1903 clădirea a fost numită Villa Koenig“, azi fiind Villa Hammerschmidt. In 1884 va primi Alexander de la tatăl lui o locuință pe strada Coblențului în Bonn, care va în anul 1900 extinsă pentru a putea aranja  colecția sa numeroasă din domeniul zoologiei.  După moartea tatălui său în 1903 a planificat Koenig un muzeu de științe naturale, pentru a putea expune publicului colecția sa. In anul 1912 Alexander va depune piatra de temelie a muzeului de azi. Clădirea a fost terminată în anul 1914 dar din cauză izbucnirii primului război mondial a fost folosită ca și cazarmă pentru soldați. După perioadele tulburi de după război, deschiderea oficială a muzeului a fost realizată numai la data de 13 mai 1934, iar la 16 iulie 1940 va muri Koenig pe proprietatea sa 
„Blücherhof“ in Mecklenburg (Mecklenburg-Vorpommern).

## Muzeul Koenig
Muzeul a fost una din puținele clădiri din orașul Bonn care n-a fost distrus de bombartamentele din tumpul celui de al doilea război mondial. La data 1 septembrie 1948 aici se va ține prima adunare parlamentară din RFG din timpul regimului de conducere a lui Konrad Adenauer care a folosit clădirea muzeului până în anul 1957. Muzeul este astfel integrat în istoria Germaniei ca una din etapele spre calea democratizării țării după dictatura nazistă. 
Azi muzeul este și un loc de cercetare al asociației științifice a naturaliștilor „Wissenschaftsgemeinschaft Gottfried Wilhelm Leibniz”. In prezent muzeul deține un număr de 7 milioane de preparate muzeul având una dintre cele mai bogate colecții din Germania. Muzeul are ca. 50 - 70 de angajați ca și numeroși studenți sau persoane voluntare care ajută la munca din cadrul muzeului. Aici a cercetat și profesorul Clas Michael Naumann zu Königsbrück care a murit în anul 2004 și care dat o nouă direcție în domeniul științelor naturale prin expozițiile organizate cu tema  „Unser blauer Planet - Leben im Netzwerk“ (în traducere „Planeta noastră albastră - Natura în internet”).